# وایمار (لان)
وایمار (به آلمانی: Weimar) یک شهر در آلمان است که در ماربورگ-بیدنکپف واقع شده‌است. وایمار ۷٬۵۵۳ نفر جمعیت دارد.